# 송생국민학교
송생국민학교는 경상북도 청송군 청송읍 송생리에 있었던 국민학교이다.

## 연혁
- 1937년 5월 12일 청송공립보통학교 부설 송생간이학교 설립 인가 및 개교
- 1938년 4월 1일 청보공립보통학교 부설 송생간이학교 개편
- 1941년 4월 1일 청보공립국민학교 송생분교 개편
- 1944년 4월 1일 6학급 편성 및 송생국민학교 승격 분리
- 1948년 10월 ??일 교실 3개동 신축
- 1986년 2월 1985학년도 새마을교육상 우수상 수상
- 1991년 3월 1일 폐교 및 청송초등학교 통폐합(졸업생 누계: 1,506명)